# Steven LoBue
Steven LoBue (Nueva Jersey, 17 de junio de 1985) es un deportista estadounidense que compite en saltos de gran altura. Ganó dos medallas en el Campeonato Mundial de Natación, en los años 2017 y 2019, en la prueba de 27 m.

## Palmarés internacional
| Campeonato Mundial | Campeonato Mundial      | Campeonato Mundial | Campeonato Mundial |
| Año                | Lugar                   | Medalla            | Prueba             |
| ------------------ | ----------------------- | ------------------ | ------------------ |
| 2017               | Budapest (Hungría)      | Medalla de oro     | 27 m               |
| 2019               | Gwangju (Corea del Sur) | Medalla de plata   | 27 m               |